# Bataille de La Chincúa
Guerre d'indépendance du Mexique
La bataille de La Chincúa fut une action militaire de la guerre d'indépendance du Mexique qui eut lieu du 19 avril au 28 mai 1813, dans un village de la ville de Tonalá, dans l'État du Chiapas. Les insurgés dirigés par le général Mariano Matamoros y vainquirent les forces royalistes commandées par le général Miguel Dambrini.

## Bataille
Matamoros disposait d'un peu plus de 1 000 hommes pour faire face aux royalistes de Miguel Dambrini. Celui-ci, informé de l'offensive des insurgés, commença à se retirer en direction du Guatemala. Lorsque les deux troupes furent à moins de 6 km de Tonala, débuta le premier affrontement dont les rebelles sortirent vainqueurs.
Après cette défaite, les royalistes poursuivis par la cavalerie rebelle, furent forcés de pénétrer dans le village de Tonala. À l'arrivée de Matamoros, Dambrini fut contraint de capituler, livrant armes, munitions et fournitures. Les prisonniers espagnols furent fusillés dans la baie de Paredón. Matamoros fut blessé à la jambe pendant la bataille, et resta au refuge de La Chincúa. Peu de temps après cette victoire il fut élevé au grade de lieutenant général.